# Malis nationalvåben
Malis nationalvåben består af en rund blå skive med landets navn "République du Mali" og motto "Un peuple, un but, une foi" på fransk ("Ét folk, ét mål, én tro"). Over den Store Moské i Djenné er en hvid grib i flugt. Under moskeen er en opgående gylden sol og to gyldne buer og pil.
| Artikelstump | Spire Denne artikel om et rigsvåben eller statsvåben er en spire som bør udbygges. Du er velkommen til at hjælpe Wikipedia ved at udvide den. |